# 적중초등학교
적중초등학교는 대한민국 경상남도 합천군 적중면 상부리에 있는 공립 초등학교이다.

## 학교 연혁
- 1928년 5월 7일 적중공립보통학교(4년제) 개교
- 1938년 4월 1일 적중공립심상소학교(6년제)로 개칭[1]
- 1941년 4월 1일 적중공립국민학교로 개칭[2]
- 1980년 3월 5일 병설유치원 설립
- 1982년 3월 1일 남산분교, 권혜분교 본교 편입
- 1983년 2월 15일 권혜분교, 묵방분교 부림국민학교로 이관
- 1993년 3월 1일 남산분교 통합
- 1995년 5월 30일 급식소 설치 인가
- 1996년 3월 1일 적중초등학교로 개칭[3]
- 2016년 3월 1일 제31대 강정미 교장 부임
- 2017년 2월 17일 제84회 졸업(총 졸업생 수 4,475명)

## 참고 자료
- 적중초등학교 - 한국교육학술정보원 학교알리미